# Alpera (kommunhuvudort)
Alpera är en kommunhuvudort i Spanien.   Den ligger i provinsen Provincia de Albacete och regionen Kastilien-La Mancha, i den östra delen av landet, 270 km sydost om huvudstaden Madrid. Alpera ligger 843 meter över havet och antalet invånare är 2 328.
Terrängen runt Alpera är kuperad åt nordost, men åt sydväst är den platt. Runt Alpera är det glesbefolkat, med 19 invånare per kvadratkilometer. Närmaste större samhälle är Almansa, 15,0 km sydost om Alpera. Trakten runt Alpera består till största delen av jordbruksmark.